# Colonne sonore de I Cavalieri dello zodiaco
L'intera colonna sonora dell'anime I Cavalieri dello zodiaco è stata composta da Seiji Yokoyama, con la collaborazione, in diverse tracce, della cantante Kazuko Kawashima. 
Sono stati pubblicati due tipi di album; il "Saint Seiya Original soundtrack" composto da 10 dischi, e "Saint Seiya Eternal CD BOX" composto da 13 dischi.
Di seguito sono riportate le colonne sonore dell'album "Saint Seiya Original soundtrack". Le tracce con accanto i simbolo ★, sono state fatte con la partecipazione di Kazuko Kawashima.

## Saint Seiya TV Original Soundtrack I
Colonna sonora della prima parte della serie classica, durante la saga della Guerra galattica e della battaglia contro Phoenix.
1. Pegasus Meteor Fist (ペガサス流星拳?, Pegasus Ryū Sei Ken) ★ – 4:45
2. Sanctuary, Precept of Death (聖域、死の戒律?, Sankuchuari, shi no kairitsu) – 3:25
3. Galaxian Wars (銀河戦争?, Ginga Sensō - Galaxian Wars) – 3:54
4. Burn Cosmo (燃える小宇宙?, Moeru Kosumo) – 4:10
5. Promise in Protection Star (守護星に誓う?, Shugosei ni chikau) – 5:47
6. Goddess's Saints (Athena's Saints) (女神の聖闘士?, Atena no seinto) – 4:31
7. Revenger Phoenix (復讐鬼フェニックス?, Fukushūki Fenikkusu) – 4:27
8. Black Saints' Challenge (暗黒聖闘士の挑戦?, Ankoku seinto no chōsen) – 4:00
9. Sad Brothers (哀しき兄弟たち?, Kanashiki Kyodaitachi) ★ – 4:39
10. Era of Legend (伝説の時代へ?, Densetsu no jidai e) – 4:57

## Saint Seiya TV Original Soundtrack II
Colonna sonora della prima parte della serie classica (in particolare della saga del Santuario) e del primo film, La dea della discordia.
1. Evil Goddess Eris (邪悪神エリス?, Jākushin Eris) – 4:19
2. Inside a dream (夢の中に?, Yume no naka ni) ★ – 2:01
3. Warrior of Sagittarius (射手座の戦士?, Sajitariasu no senshi) – 0:44
4. Gather! Under supervision of Athena (集え!女神のもとに?, Atsume! Atena no moto ni) – 2:02
5. Glide! Pegasus (翔べ!ペガサス?, Tobe! Pegasasu) – 4:31
6. Pope Ares (教皇アーレス?, Kyōkō Āres) – 1:29
7. Aria of the three (三つのアリア?, Mitsu no aria) ★ – 6:27
8. Another field (アナザーフィールド?, Anazā fīrudo) – 5:39
9. Guidance of guardian constellation (守護星座の導き?, Shugoseiza no michibiki) – 1:15
10. Athena's theme (アテナのテーマ?, Atena no tēma) – 1:26
11. Dilemma – shadow is approaching (焦躁～忍びよる影?, Shōsō ~ shinobi yoru kage) – 1:22
12. Night Before Battle (決戦前夜?, Kessen zenya) – 1:50
13. Beautiful Gold Saints (華麗なる黄金聖闘士?, Karei naru Ōgon Seinto) – 2:14
14. Seven senses (セブン・センシズ?, Seben senshizu) ★ – 5:47
15. Ikki's theme (一輝のテーマ?, Ikki no tēma) – 2:20
16. New battles (新たな戦雲?, Aratana sen'un) – 1:03
17. Group of assassins (刺客の群れ?, Shikaku no mure) – 1:05
18. Fight! Sanctuary (激突!サンクチュアリ?, Gekitotsu! Sankuchuari) – 1:17
19. Tranquility (やすらぎ?, Yasuragi) ★ – 1:50
20. Cosmo of friendship (友情のコスモ?, Yūjō no Kosumo) – 5:14

## Saint Seiya TV Original Soundtrack III
Colonna sonora che raccoglie alcuni brani della serie classica.
1. Pegasus Fantasy (TV size) (ペガサス幻想(TVサイズ)?, Pegasasu Fantajī (TV saizu)) – 1:26
2. Intense Cosmo (激突する小宇宙?, Gekitotsu suru Kosumo) – 1:55
3. Blue Forever (instrumental) (永遠ブルー(インストルメンタル)?, Eien Burū (insutorumentaru)) – 1:35
4. Athena's love (アテナの愛?, Atena no Ai) ★ – 2:24
5. Resting of warrior (戦士の休息?, Senshi no yasuiki) – 4:32
6. Flight of the phoenix – Phoenix's flapping wings (鳳翼天翔～不死鳥のはばたき?, Hō Yoku Ten Shō ~ Fushichō no habataki) – 3:03
7. Terrible Sanctuary (戦慄のサンクチュアリ?, Senrishi no Sankuchuari) – 2:33
8. Cygnus – warrior of ice (キグナス～氷原の戦士?, Kygunasu ~ Hyōgen no senshi) ★ – 2:23
9. Direction of heated battles (烈闘の彼方へ?, Rettō no karegata e) – 1:59
10. Saints of Hope (希望の聖闘士～ペガサス幻想/永遠ブルー?, Kibō no Seinto) – 3:32
11. Far-reaching Five Old Peaks (はるかなる五老峰?, Haruka naru gorōhō) – 3:26
12. Remember – Sadness (追憶～哀しみ?, Okushī ~ Ashimi) – 2:51
13. Ares's shadow (アーレスの影?, Āres no kage) – 3:25
14. Enter! Steps of Evil (突入!邪悪の砦?, Totsuniyū! Jaaku no toride) – 1:51
15. Pegasus Fantasy (Instrumental) (ペガサス幻想(インストルメンタル)?, Pegasasu Fantajī (insutorumentaru)) – 2:30
16. Launch Meteor Fist (流星拳を撃て～ペガサス幻想/永遠ブルー?, Ryūseiken wo gekite) – 4:44
17. Blue Forever (TV size) (永遠ブルー(TVサイズ)?, Eien Burū (TV saizu)) – 1:10

## Saint Seiya Original Soundtrack IV ~Kamigami no atsuki tatakai
Colonna sonora del secondo film, L'ardente scontro degli dei, mentre dalla traccia 12 alla 15 della saga del Santuario, e del primo film, La dea della discordia.
1. Opening: Legend of the North (序章:北欧の神話?, Joshō: Hokuō no Shinwa) – 1:55
2. Brothers and Sisters of Asgard (アスガルドの兄妹?, Asugarudo no keimai) – 4:25
3. Odin, Clan of the Evil God (オーディーン,邪悪なる神族?, Odin, jāku naru shinzoku) – 1:10
4. Broken Friendship (断ち切られた友情?, Tachikirareta Yūjō) – 2:20
5. Mjolnir's Hammer (ミニョルの鉄槌?, Minyoru no tettsui) – 2:06
6. Save the Goddess! (女神を救え!?, Megami wo sukue!) – 1:19
7. God Warriors vs. Saints (神闘士 対 聖闘士?, Goddo Uōriā tai Seinto) ★ – 5:13
8. Gold Cloth, Descent! (黄金聖衣,降臨!?, Gold Cloth, kōrin!) ★ – 1:25
9. Frey – Hero of Love and Justice (フレイ～愛と正義の勇者?, Frey ~ Ai to seigi no yūsha) – 1:44
10. God's Dusk - Ragnarok (神々の黄昏 - ラグナロック?, Kamigami no tasogare - Ragunarokku) – 1:13
11. Finish: Under the Wood of the World Tree (終章:世界樹の木の下で?, Shūshō: Sekai-ju no ki no shitade) ★ – 3:28
12. Illusions of 12 Temples ((未収録編)12宮の幻影?, (Mishū Rokuhen) Nijūkyū no genei) – 4:37
13. Andromeda Shun, That Fight ((未収録編)アンドロメダ瞬、その戦い?, (Mishū Rokuhen) Andoromeda Shun, sono tatakai) – 3:01
14. Escape From the Devil Castle ((未収録編)魔城からの脱出?, (Mishū Rokuhen) Maki-kara no datsude) – 4:01
15. And the Era of Holy Wars ((未収録編)そして聖戦の時代が…?, (Mishū Rokuhen) Soshite seisen no jidai ga...) ★ – 3:35

## Saint Seiya Original Soundtrack V ~Shinku no shōnen densetsu
Colonna sonora del terzo film, La leggenda dei guerrieri scarlatti.
1. Prologue (プロローグ?, Purorōgu) – 3:17
2. Abel's theme (アベルのテーマ?, Aberu no tēma) – 1:56
3. Saori's Decision (沙織の決意?, Saori no ketsui) – 2:15
4. Athena's Death (女神の死?, Atena no shi) ★ – 3:18
5. Challenge Gods (神々への挑戦?, Kamigami e no chōsen) – 1:18
6. Heated Saints (灼熱の聖闘士?, Shakunetsu no Seinto) – 2:33
7. The Underworld (冥界?, Meikai) – 3:46
8. Phoenix Illusion Demonic Fist (フェニックス幻魔拳?, Fenikkusu Genmaken) – 1:50
9. Gemini's Betrayal (ジェミニの反逆?, Jemini no hankō) – 2:15
10. Unbending Will (不屈の闘志?, Fukutsu no tōshi) – 3:11
11. Deucalion's Big Flood (デュカリオンの大洪水?, Dyukarion no dai-kōzui) ★ – 4:05
12. Confrontation (対決?, Taiketsu) – 1:08
13. Athena Revived (アテナ転生?, Atena tensei) – 4:00
14. Corona Temple's Destruction (太陽神殿の崩壊?, Taiyō shinden no hōkai) ★ – 5:22
15. You Are My Reason To Be (Movie Version) (YOU ARE MY REASON TO BE～愛は瞳の中に～<映画バージョン>?, YOU ARE MY REASON TO BE ~ Ai wa hitomi no naka (eiga bājon)) – 2:35

## Saint Seiya Original Soundtrack VI
Colonna sonora della seconda parte della serie classica (la saga di Asgard).
1. Hilda of Polaris (北極星のヒルダ?, Hokkyokusei no Hiruda) – 5:16
2. Nibelung Ring (ニーベルンゲン・リング?, Nīberungen Ringu) – 5:19
3. A New War Arises (新たなる戦雲?, Shintanaru sengumo) – 3:14
4. Legendary God Warriors (伝説の神闘士(ゴッドウォーリア)?, Densetsu no Goddo Uōriā) – 4:14
5. Tears of the Sad Heroes (哀しき勇者たちの涙?, Kanashiki yūshatachi no namida) – 4:24
6. Valhalla Palace (ワルハラ宮殿をめざせ?, Waruhara kyūden wo mezase) – 1:05
7. The Cursed Goddess (呪われた女神?, Jūwareta megami) – 4:11
8. For this Beloved Earth (愛する大地のために?, Ai suru daichi no tameni) – 5:39
9. Saint Legend – Soldier Dream (instrumental) (聖闘士神話(ソルジャードリーム)(インストルメンタル)?, Sorujā Dorīmu (insutorumentaru)) – 3:31
10. Find the Balmung Sword (バルムングの剣を求めて?, Barumungu no ken wo motomete) – 4:07
11. Blue Dream (instrumental version) (夢旅人(インストルメンタル)?, Yume tabibito – Blue Dream (insutorumentaru)) – 3:42

## Saint Seiya TV Original Soundtrack VII
Colonna sonora della terza parte della serie classica (la saga di Nettuno).
1. Undersea Temple (海底神殿?, Kaitei shinden) – 4:18
2. The Call of the Mermaid (人魚の呼び声?, Jinsakana no yobikoe) ★ – 4:35
3. Another Holy War (聖戦、再び?, Seisen, futatabi) – 3:53
4. Shine! Bronze Cloths! (輝け！青銅聖衣?, Kigayake! Buronzu kurosu) – 2:51
5. Siren Sorrento (海魔女ソレント?, Umi-majo Sorento) – 3:58
6. Arrival of the King of Seas (海皇降臨?, Kaiō kōrin) – 2:26
7. Dead End Symphony (デッドエンド・シンフォニー?, Deddoendo Shinfonī) – 3:30
8. The Seven Sea Generals (七大海将軍（ジェネラル）?, Shichi daikai Jeneraru) – 3:27
9. Time of Destruction (破滅のとき?, Hakametsu no toki) – 3:12
10. The Legend of Poseidon (ポセイドン伝説?, Poseidon densetsu) – 4:10
11. Athena's Rebirth (アテナ転生?, Atena tensei) – 3:00

## Saint Seiya Original Soundtrack VIII ~Saishūseisen no senshitachi
Colonna sonora del quarto film, L'ultima battaglia, mentre dalla traccia 11 alla 14 della saga di Asgard e del terzo film, La leggenda dei guerrieri scarlatti.
1. Opening: Dawn (序章；黎明?, Joshō: Reimei) – 1:06
2. Child of Dawn, Lucifer (暁の子ルシファー?, Gyō no ko Lucifeā) – 3:34
3. Devil Temple (伏魔神殿?, Fukuma Shinden) – 4:40
4. Sacred Sacrifice (聖なる生贄?, Seinaru seishi) ★ – 1:48
5. Fallen Angels vs. Saints (堕天使対聖闘士?, Seimatenshi tai Seinto) – 3:01
6. Bell of Angelus Prayer (アンジェラスの祈りの鐘?, Anjerasu no inori no kane) – 3:44
7. Golden Mantis (黄金の蟷螂?, Ōgon no tōrō) – 1:57
8. Last Holy War (最終聖戦?, Saishū seisen) ★ – 2:44
9. Arrow of Sun (太陽の矢?, Taiyō no ya) ★ – 5:30
10. Finish: Hymn of Light (終章:光の賛歌?, Shūshō: Hikari no sanka) – 4:48
11. Fantasy Maze (幻想迷路?, Gensō meiro) – 1:34
12. Warriors of the Constellations (星座の戦士たち?, Seiza no senshitachi) – 3:29
13. Decision of Destiny (運命の選択?, Unmei no sentaku) – 3:40
14. Saints of Hope, Forever (希望の聖闘士よ永遠に?, Kibō no Seinto yo eien ni) – 3:27

## Saint Seiya Tenkai-hen Josou Original soundtrack
Colonna sonora del quinto film, Le porte del paradiso.
1. Heaven Chapter ~Overture~ (『天界編 序奏』 への前奏曲?, Tenkai Hen Josou - he no Zensoukyoku)
2. Artemis comes (アルテミスの出現?, Artemis no Shutsugen)
3. Athena's love (アテナの愛?, Athena no Ai)
4. Seiya and Marin (星矢と魔鈴?, Seiya to Marin)
5. Struggle of sanctuary (聖域の苦闘?, Sei iki no Kutou)
6. Seiya, again (星矢、ふたたび?, Seiya, Futatabi)
7. Shun vs Theseus (瞬vsテセウス?, Shun vs Theseus)
8. Ikki's appearance (一輝登場?, Ikki Toujou)
9. Athena's Saint (アテナの聖闘士?, Athena no Seitoushi)
10. Painful struggle (辛い闘い?, Tsurai Tatakai)
11. Seiya, Hyoga, Shiryu vs Odysseus (星矢・氷河・紫龍vsオデュセウス?, Seiya, Hyoga, Shiryu vs Odysseus)
12. Feelings of Icarus (イカロスの想い?, Icarus no Omoi)
13. Seiya vs Icarus (星矢vsイカロス?, Seiya vs Icarus)
14. Friendly time (優しい刻?, Yasashii Koku)
15. Start moving destiny (動き出した運命?, Ugokidashita Unmei)
16. Forgive... (「許して…」?, Urushite...)
17. Athena's determination (アテナの決意?, Athena no Ketsui)
18. Toma and Marin (斗馬と魔鈴?, Touma to Marin)
19. Wailing (慟哭?, Doukoku)
20. Ultimate microcosm (究極の小宇宙?, Kyuukyoku no Shou'uchuu)
21. Someday, somewhere... (いつか、どこかで…?, Itsuka, Dokoka de)
22. Never -Saint Seiya theme- (Never -聖闘士星矢のテーマ-?, Never -Seitō seiya no tēma-) (interpretata da Nobuo Yamada)

## Saint Seiya Hades Original soundtrack
Colonna sonora della saga di Hades.
1. Overture (序曲?, Jokyoku) ★
2. The 108 Evil Stars (108の魔星?, 108 Ma Sei)
3. Interlude I (間奏曲 I?, Kansō kyoku I)
4. Dead or Dead
5. Twin Salas (沙羅双樹?, Sarasōju)
6. Interlude II (間奏曲?, Kansō kyoku II)
7. Young Saints Oh (若き聖闘士?, Wakaki seinto) ★
8. Interlude III (間奏曲 III?, Kansō kyoku III)
9. Pandora's Box (パンドーラの箱?, Pandōra no hako) ★
10. Interlude IV (間奏曲 IV?, Kansō kyoku IV)
11. Elyssium (エリシオン?, Erishion)
12. Interlude V (間奏曲 V?, Kansō kyoku V)
13. Greatest Eclipse (グレイテスト・エクリップス?, Gureitesuto ekurippusu)
14. Shine On

## Saint Seiya – Song Selection
Nel 2016 per commemorare i 30 anni della serie classica viene pubblicato in Giappone un CD musicale commemorativo contenente numerosi brani e bgm del famoso anime anni 80, il CD è chiamato Saint Seiya – Song Selection.